# Zakłady Górnicze Nowy Dwór
Zakłady Górnicze Nowy Dwór (niem. Neuhof, Neuhofgrube, Neue Viktoria-Neuhofgrube ) – głębinowa kopalnia rud cynku i ołowiu działająca w latach 1881–1978. Kopalnia znajdowała się w Dąbrowie Miejskiej (dzielnicy Bytomia), przy ulicy Nowy Dwór. Zakład powstał wraz z rozpoczęciem eksploatacji rud w okolicach Bytomia spowodowanym wyczerpywaniem się złóż w okolicach Tarnowskich Gór. Jeszcze przed II wojną światową dołączono do niego kilka sąsiednich kopalń (m.in. Neue Victoria i Fiedlersglück). Po wojnie, w latach 60. XX wieku, wszedł w skład Zakładów Górniczo-Hutniczych Orzeł Biały w Piekarach Śląskich. Likwidacja kopalni nastąpiła w roku 1978, ze względu na wyczerpanie złóż. Na powierzchni nie pozostał po niej żaden ślad – przez jej teren przechodzi autostrada A1.

## Tło historyczne

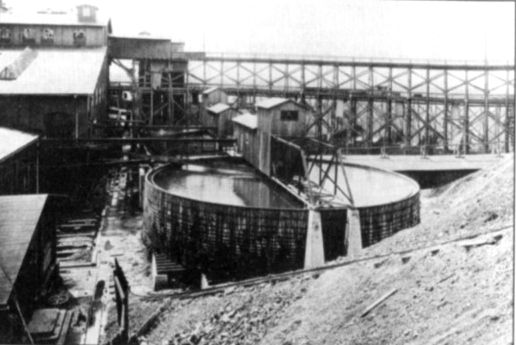
Kopalnia „Nowy Dwór” około roku 1925. Osadnik koło płuczki Wilhelmsglück

Prawdopodobnie wydobycie rud metali nieżelaznych na Górnym Śląsku rozpoczęło się około 2500 lat temu. Najstarsze przedmioty wykonane z ołowiu znalezione na tym obszarze datowane są na lata 700–400 przed naszą erą. O górnictwie na Górnym Śląsku wspomina też w I/II wieku naszej ery rzymski historyk Tacyt. Z kolei najstarszym pisanym dokumentem bezpośrednio mówiącym o wydobyciu metali w tym regionie jest bulla papieża Innocentego II z 7 lipca roku 1136. Od tamtego czasu trwał stopniowy jego rozwój z okresem regresu pomiędzy połową XVI i połową XVIII wieku. Regres ten był spowodowany problemami technicznymi. Wyczerpywanie się najłatwiej dostępnych, płytkich złóż rodziło konieczność sięgania po złoża znajdujące się głębiej, a to z kolei wymagało coraz wydajniejszych systemów odwadniania wyrobisk. Dotychczas stosowane systemy grawitacyjnego odwadniania kopalń oraz pompy napędzane kieratami konnymi okazywały się nie dość wydajne. Gdy w roku 1742 król pruski Fryderyk II zajął Górny Śląsk, z kwitnącego niegdyś górnictwa kruszcowego nie pozostało nic. Ponowne przyspieszenie wydobycia rud metali nastąpiło w drugiej połowie XVIII wieku za sprawą władz pruskich, wzrostowi popytu na ołów (produkcja amunicji) oraz, przede wszystkim, wynalezieniu maszyn parowych, których zastosowanie do odwadniania wyrobisk pozwoliło pokonać nieprzezwyciężone dotąd problemy – pierwszą maszynę parową (sprowadzoną z Wielkiej Brytanii, a konkretniej – z Walii) zainstalowano w roku 1788 w kopalni „Fryderyk“, dzisiejszej Zabytkowej Kopalni Srebra w Tarnowskich Górach. 
Około połowy XIX wieku złoża rudne w rejonie Tarnowskich Gór zaczęły się wyczerpywać – tamtejsze kopalnie stopniowo zamykano (ostatnie w latach 30. XX wieku, a nowe otwierano w rejonie Bytomia. Między innymi około roku 1860 powstała kopalnia Bleischarley („Biały Szarlej”), znana później pod nazwą „Orzeł Biały”.
Wielosetletnia eksploatacja złóż, znacznie nasilona od połowy XIX wieku, doprowadziła ostatecznie do ich wyczerpania. Wydobycie prowadzone w okresie powojennym miało już, w znacznej mierze, charakter wydobycia resztkowego – spod filarów ochronnych miast, zakładów przemysłowych oraz zbędnych już szybów. Ostateczne zakończenie wydobycia rud cynku i ołowiu w rejonie Bytomia zakończyło się w grudniu 1989, wraz z unieruchomieniem rejonu „Dąbrówka” Zakładów Górniczo-Hutniczych „Orzeł Biały”.

## Historia kopalni Nowy Dwór

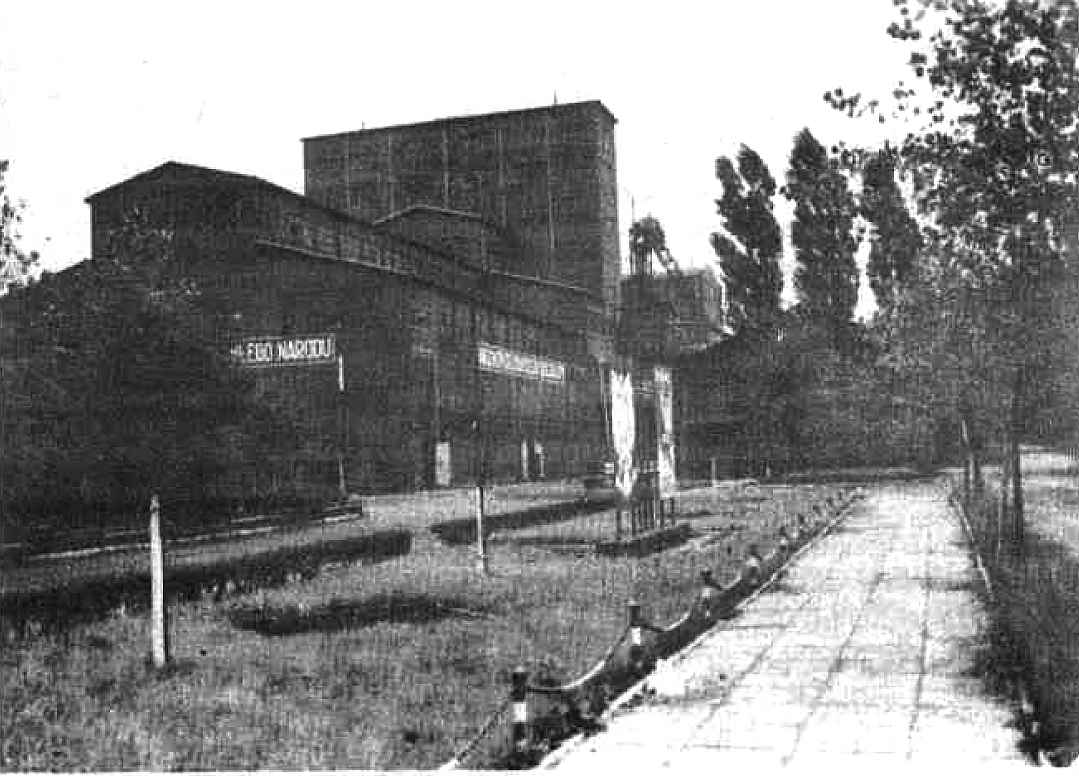
Kopalnia „Nowy Dwór” w roku 1970

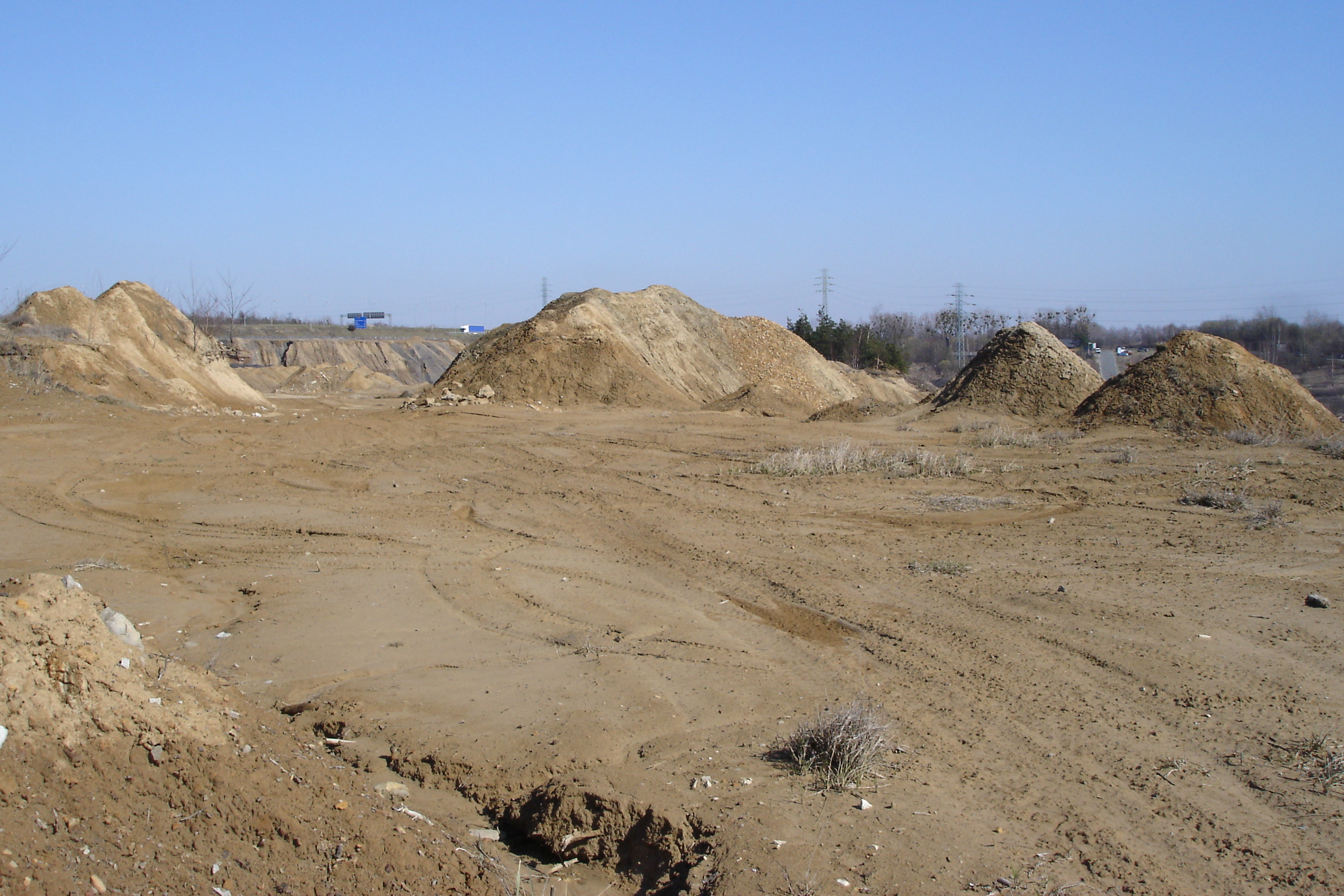
Hałda na dawnym terenie kopalni (2017)

W związku z wyczerpywaniem się złóż w rejonie Tarnowskich Gór rozpoczęto eksploatację złóż w okolicach Bytomia. W roku 1863 graf (hrabia) Henckel von Donnersmarck, pan na Nakle Śląskim, uzyskał trzy nadania górnicze zlokalizowane w Dąbrowie Miejskiej: Neuhof, Rudolf i Graf Lazy. Dwa lata później rozpoczęto głębienie szybów, a  wydobycie rozpoczęto w roku 1881 i tę datę przyjmuje się za rok rozpoczęcia działalności kopalni Nowy Dwór. Pierwotnie jednak kopalnia „Nowy Dwór” była jednym z kilku odrębnych zakładów powstałych na polach górniczych, którymi władali Donnersmarckowie. Swój ostateczny kształt osiągała ona stopniowo w wyniku licznych fuzji i konsolidacji z sąsiadującymi zakładami wydobywczymi. Pierwsza z nich miała miejsce w roku 1904, kiedy to połączono zakłady działające dotąd na polach górniczych Neuhof, Rudolf i Graf Lazy. W roku 1936 nastąpiła dalsza konsolidacja – do kopalni „Nowy Dwór” przyłączono pobliskie kopalnie Neue Victoria, Fiedlersglück oraz Wilhelmsglück.
W roku 1885 przy kopalni „Nowy Dwór” oddano do eksploatacji nowoczesną i wysokowydajną (jak na owe czasy) płuczkę – mogła ona przerobić 250 ton rudy na dobę. Warto wspomnieć, że zakład przeróbczy kopalni „Nowy Dwór” obsługiwał nie tylko tę kopalnię, ale także kopalnię „Fiedlersglück”, z której urobek dostarczano za pomocą towarowej kolei linowej.
W 1942 roku pole górnicze skonsolidowanej kopalni Neue Viktoria-Neuhof wynosiło 2 972 041 m², dysponowała ona w tym czasie jednym szybem wydobywczym i jednym szybem wentylacyjnym. Była ona wówczas własnością Schlesische Bergwerks- und Hütten-Aktiengesellschaft z siedzibą w Bytomiu .
W czasie II wojny światowej kopalnia „Nowy Dwór” doznała znacznych zniszczeń. Ze względu na niewielkie zasoby oraz niską zawartość metali w wydobywanych z niej rud uruchomiono ją ponownie dopiero w roku 1951 – wcześniej uruchomiono te kopalnie, które miały większe złoża rud o lepszej jakości. Wody kopalniane rejonu Nowego Dworu były zanieczyszczane z powierzchni związkami fenolowymi, które przenikały do wyrobisk. Te same czynniki, które zadecydowały o tym, że kopalnię odbudowano tak późno, zadecydowały także o tym, że 1 stycznia 1958 zakończyła ona samodzielny byt i została połączona z Zakładami Górniczymi im. Ludwika Waryńskiego. Do kolejnej fuzji doszło w sierpniu 1967, kiedy to połączono Zakłady Górnicze im. L. Waryńskiego z Zakładami Górniczo-Hutniczymi „Orzeł Biały”, tworząc w ten sposób przedsiębiorstwo, które choć nie prowadzi już działalności górniczej, istnieje nadal i zajmuje się odzyskiwaniem ołowiu ze złomu akumulatorowego.
Ze względu na wyczerpujące się złoża w latach 60. XX wieku przystąpiono do zakrojonych na szeroką skalę prac poszukiwawczych, m.in. w rejonie dawnej kopalni „Maria” wydrążono szyb zwany „Opuszczony II”. Prace te nie przyniosły jednak oczekiwanych rezultatów. Malejące wydobycie spowodowało, że podjęto eksploatację pobliskich starych zwałów (hałd). Wyeksploatowano je ostatecznie do roku 1976. W tym też roku zamknięto zakład przeróbczy. Samą kopalnię zamknięto według jednych źródeł w grudniu 1978, a według innych 1 stycznia 1979. Do 31 października 1989 na terenie byłej kopalni działała jeszcze pompownia wód dołowych.
Po likwidacji kopalni nie pozostały po niej żadne zabudowania, a przez jej teren przeprowadzono autostradę A1 podczas budowy której usunięto także ostatni materialny relikt kopalni – hałdę odpadów poflotacyjnych.

### Transport kolejowy na terenie kopalni
Kopalnia „Nowy Dwór” eksploatowała własną kolej kopalnianą o rozstawie szyn 500 mm. Ponadto kopalnia miała wąskotorową bocznicę (tor o rozstawie szyn 785 mm) o łącznej długości torów około 3010 metrów. Bocznica odgałęziała się w kilometrze 5,505 linii kolejowej Rozbark – Sucha Góra Górnośląskich Kolei Wąskotorowych (szlak Piekary Śląskie Wąskotorowe – Buchacz). Na terenie bocznicy znajdowały się dwie wagi wagonowe o nośności 20 ton oraz jednostanowiskowa lokomotywownia. Na bocznicy eksploatowano dwie lokomotywy elektryczne oznaczone jako GBM 70/550.
Wszystkie tory na terenie bocznicy były zelektryfikowane prądem stałym o napięciu 500 V z wykorzystaniem napowietrznej sieci trakcyjnej.